# Palec (anatomia)

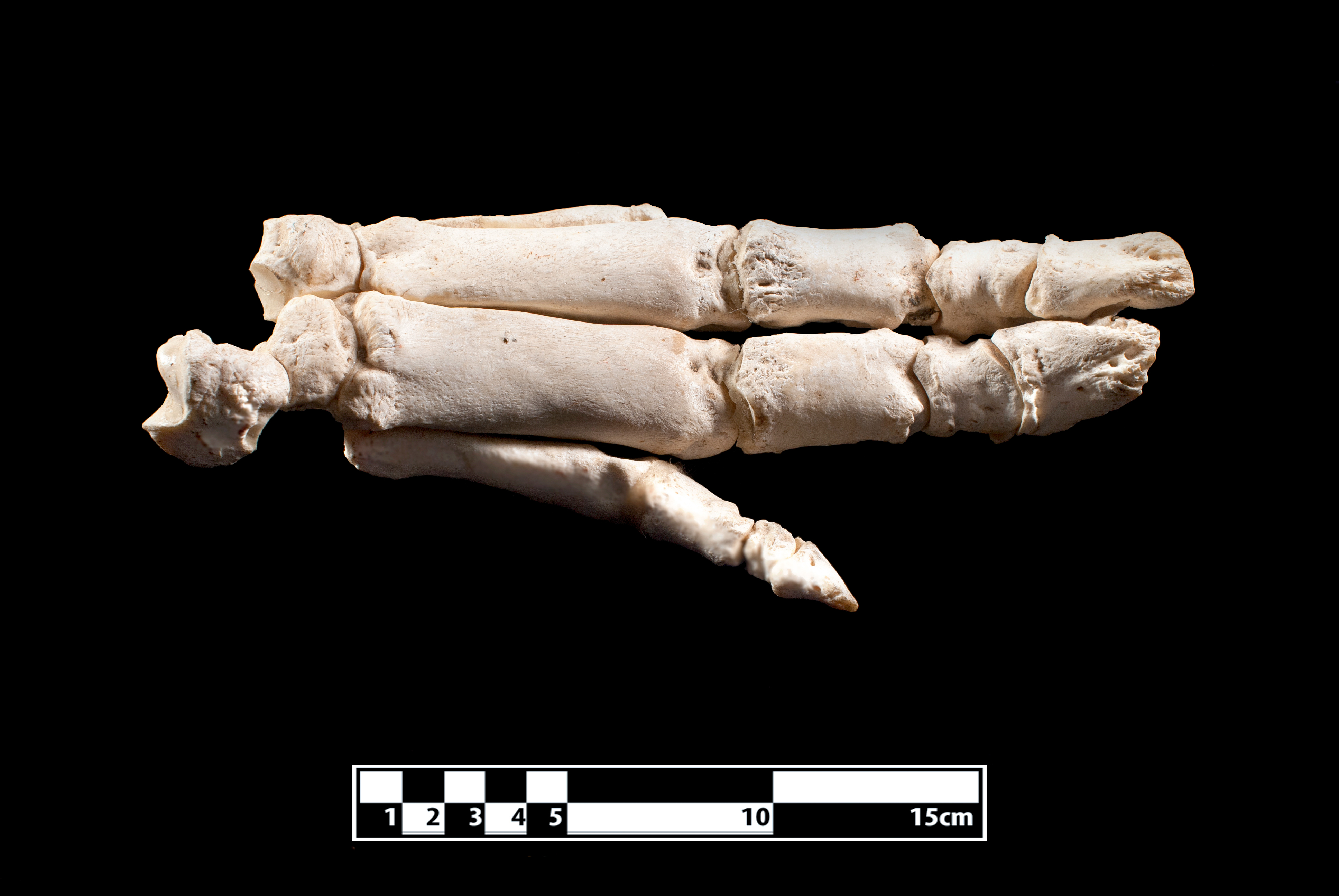
Palce świni

Palec – najbardziej dystalna część kończyn kręgowców.
Palce nie występują u ryb. U płazów w kończynie przedniej występują cztery palce, w tylnej pięć. U ptaków nastąpiła redukcja liczby kości palców, w kończynie tylnej do 4, czasem 3 albo 2. U ssaków występuje redukcja liczby palców oraz redukcja liczby członów palców. Wyjątkowo u waleni zwiększyła się liczba członów niektórych palców. Koniowate mają po jednym palcu. Naczelne po 5. U świni występują 4 palce, u przeżuwaczy dwa, natomiast u psa 5. U psa pierwszy palec ma budowę dwuczłonową – nie występuje człon środkowy. W każdym palcu, prócz I, można wyróżnić człon palcowy bliższy (u kopytnych kość pęcinowa), człon środkowy (u kopytnych zwany kością koronową) oraz człon palcowy dalszy, nazywany u kopytnych kością kopytową, u parzystokopytnych racicową, a u mięsożernych pazurową.